# NGC 6752
إن جي سي 6752 (NGC 6752، المعروف أيضا باسم كالدويل 93) هو عنقود مغلق في كوكبة الطاووس. هو ثالث ألمع جرم في السماء، بعد أوميجا قنطورس و47 الطوقان و يعتبر أفضل فترة لرؤيته هي بين حزيران / يونيو إلى تشرين الأول / أكتوبر في نصف الكرة الأرضية الشمالي.

## معرض

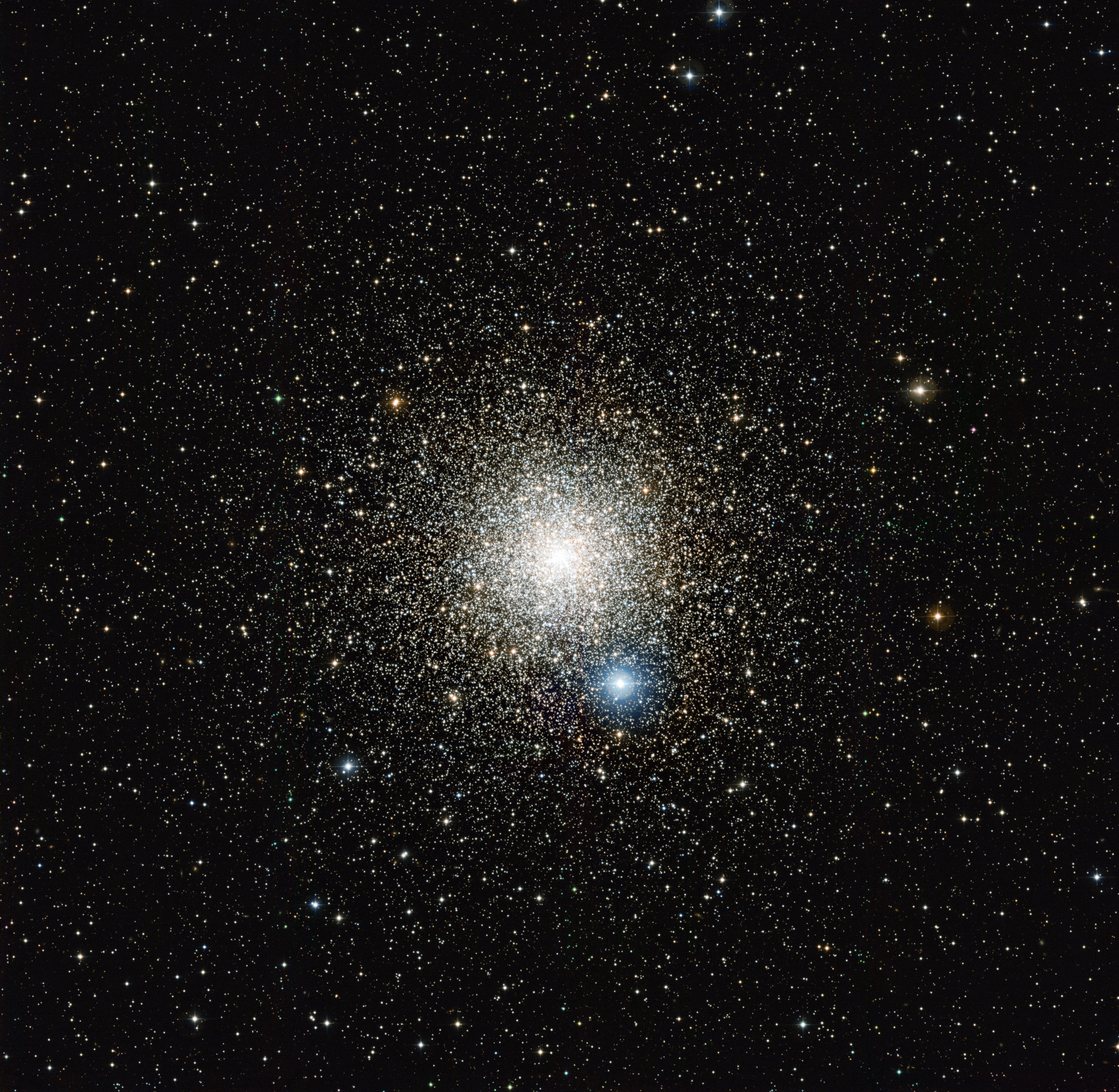
صورة إن جي سي 6752 من تلسكوب بقطر 2.2 متر.
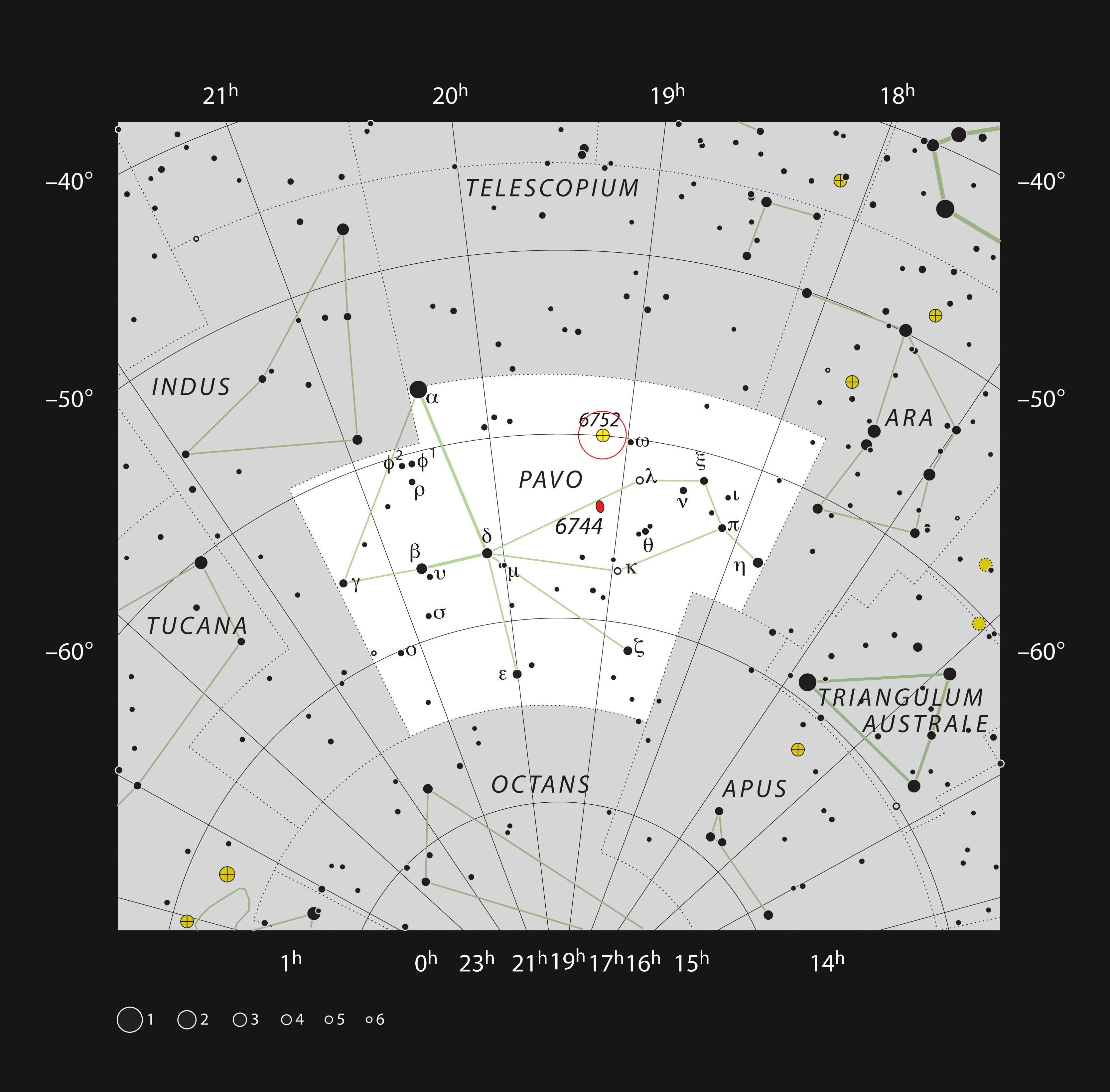
خريطة تبين موقع إن جي سي 6752

## وصلات خارجية
- NGC 6752 على موقع ويكي سكاي: DSS2, SDSS, GALEX, IRAS, Hydrogen α, X-Ray, Astrophoto, Sky Map, Articles and images

- http://seds.org/

الإحداثيات:  19س 10د 51.8ث، −59° 58′ 54.7″